# Середньоатлантичний регіональний космопорт
37°50′00″ пн. ш. 75°29′22″ зх. д. / 37.833333333333° пн. ш. 75.489444444444° зх. д.
 Середньоатланти́чний регіона́льний космопо́рт (англ. Mid-Atlantic Regional Spaceport, MARS) — комерційний космодром, який займає південну частину території Центру польотів НАСА Воллопс на півострові Делмарва на південь від Чінкотіги (Chincoteague), штат Вірджинія.

## Історія космопорту

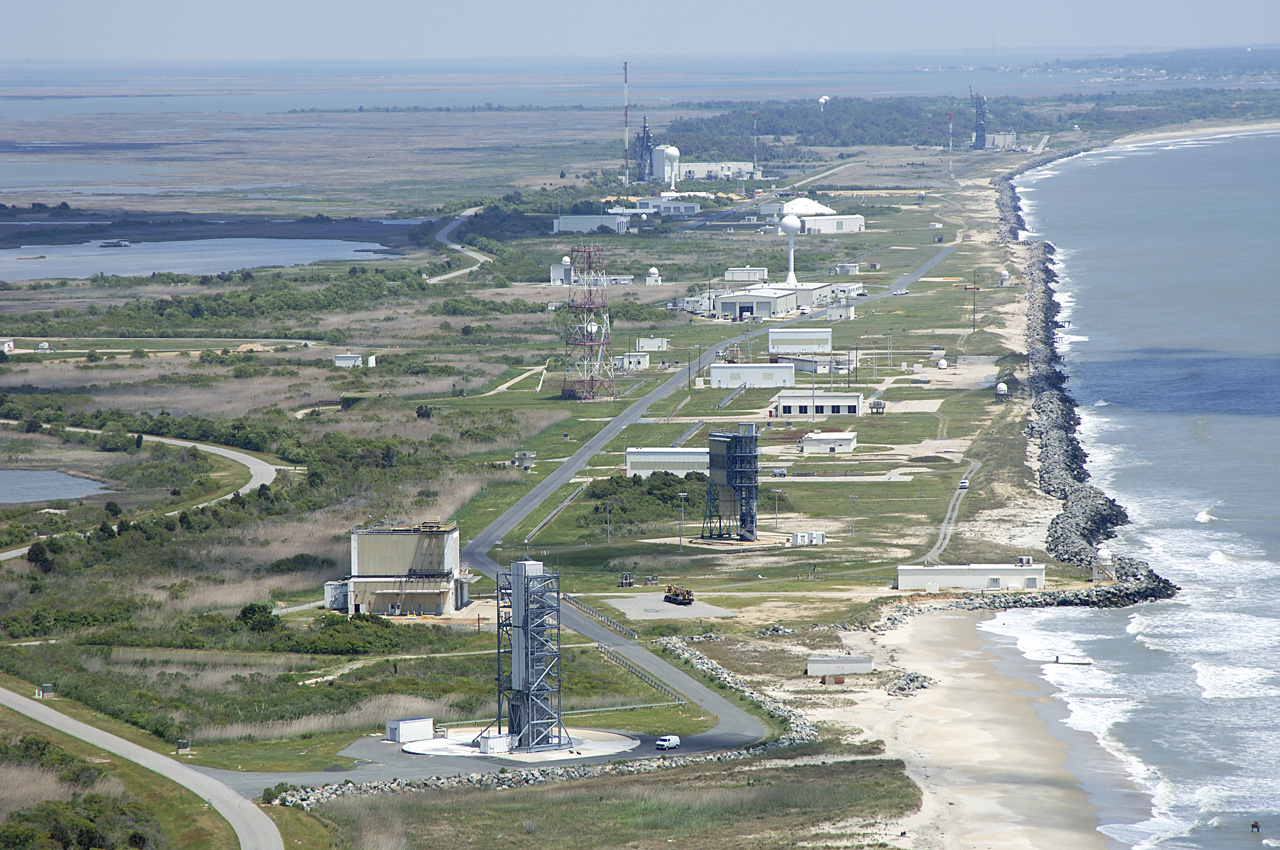
Вид на стартові комплекси Середньоатлантичного регіонального космопорту і Центра польотів Воллопс.

У липні 2003 року Глави Урядів штатів Вірджинія і Меріленд прийняли спільне рішення доручити Комісії з комерції і торгівлі штату Вірджинія і Комісії з бізнесу і економічного розвитку штату Меріленд сформувати робочу групу, яка б розробила концепцію і план заходів по включенню функцій комерційного космодрому в структуру управління і функціонування Центру польотів на острові Воллопс. Інвестиційний проєкт з розвитку космодрому, спочатку відомого під назвою «Центр космічних польотів Вірджинії» (англ. Virginia Space Flight Center), був реалізований «Організацією комерційних польотів Віргінії» (англ. Virginia Commercial Space Flight Authority, VCSFA) за рахунок федерального бюджету, бюджетів штатів, а також засобів приватних вкладників.

## Історія запусків
Перший запуск відбувся 16 грудня 2006 року в 12:00 (GMT), коли належна компанії «Orbital Sciences» ракета-носій «Мінотавр» вивела на орбіту два супутники: TacSat-2 (ВПС США) і GeneSat-1 (НАСА).
| Запуск, №          | Дата (UTC)               | Ракета-носій | Корисне навантаження                                           | Стартовий комплекс | Статус  | Примітки                                             |
| ------------------ | ------------------------ | ------------ | -------------------------------------------------------------- | ------------------ | ------- | ---------------------------------------------------- |
| 1                  | 16 грудня 2006, 12:00    | Мінотавр I   | TacSat-2 / GeneSat-1                                           | 0B                 | Вдало   |                                                      |
| 2                  | 24 квітня 2007, 06:48    | Мінотавр I   | NFIRE                                                          | 0B                 | Вдало   |                                                      |
| 3                  | 22 серпня 2008, 09:10    | ATK ALV X-1  | Hy-BoLT and SOAREX VI                                          | 0B                 | Невдало | Ракету було знищено                                  |
| 4                  | 19 травня 2009, 19:55    | Мінотавр I   | TacSat-3                                                       | 0B                 | Вдало   |                                                      |
| 5                  | 30 червня 2011, 03:09    | Мінотавр I   | USAF ORS-1 Satellite                                           | Pad 0A             | Вдало   |                                                      |
| 6                  | 21 квітня 2013, 21:00    | Антарес      | Мас-габаритний макет космічного транспортного корабля «Cygnus» | Pad 0A             | Вдало   |                                                      |
| 7                  | 7 вересня 2013, 03:27    | Мінотавр V   | Зонд LADEE до Місяця                                           | Pad 0A             | Вдало   |                                                      |
| 8                  | 18 вересня 2013, 14:58   | Антарес      | Cygnus Orb-D1, COTS Demo Mission, перший політ до МКС          | Pad 0A             | Вдало   |                                                      |
| 9                  | 19 листопада 2013, 20:15 | Мінотавр I   | ORS 3, STPSat3                                                 | Pad 0B             | Вдало   |                                                      |
| 10                 | 9 січня 2014, 18:07      | Антарес      | Cygnus CRS Orb-1, другий політ до МКС                          | Pad 0A             | Вдало   |                                                      |
| 11                 | 13 липня 2014, 16:52     | Антарес      | Cygnus CRS Orb-2, третій політ до МКС                          | Pad 0A             | Вдало   |                                                      |
| 12                 | 28 жовтня 2014, 16:52    | Антарес      | Cygnus CRS Orb-3, третій політ до МКС                          | Pad 0A             | Невдало | Аварія ракети-носія за декілька секунд після запуску |
| 13                 | 6 грудня 2015, 21:44     | Atlas V      | Cygnus CRS Orb-4, четвертий політ до МКС                       | Pad 0A             | Вдало   |                                                      |
| 14                 | 23 березня 2016, 03:05   | Atlas V      | Cygnus CRS Orb-6, п'ятий політ до МКС                          | Pad 0A             | Вдало   |                                                      |
| Заплановані старти |                          |              |                                                                |                    |         |                                                      |
| 14                 | 6 липня 2016             | Антарес      | Cygnus CRS Orb-5, шостий політ до МКС                          | Pad 0A             |         |                                                      |